# Lammassaari (ö i Birkaland, Sydvästra Birkaland)
Lammassaari är en ö i Finland. Den ligger i sjön Kiikoisjärvi och i kommunen Sastamala i den ekonomiska regionen  Sydvästra Birkaland och landskapet Birkaland, i den sydvästra delen av landet, 190 km nordväst om huvudstaden Helsingfors. Öns area är 0,4 hektar och dess största längd är 80 meter i sydväst-nordöstlig riktning.